# Creu de terme de Pedrosa
La Creu de terme de Pedrosa fou construïda al segle XVII, al Lugar da Pedrosa (Correlhã, Ponte de Lima), i està classificada com Immoble d'Interés Públic (IIP).
Es troba dins el perímetre urbà, junt a unes cases en ruïnes, i al marge d'un camí públic, que forma part del Camí de Sant Jaume.
La protecció com a IIP li fou atribuïda el 24 de gener de 1983, pel decret núm. 8/83 del Diari de la República.
Fou construïda al 1636, i erigida per Bráz Colosso Guerra, com s'indica en la inscripció de la base.
Es considera una de les millors creus manieristes del municipi, una creu de terme de caràcter popular, amb una correcta riquesa decorativa en fer prevaler dos grups escultòrics: d'una banda la representació de la marededeu, amb les mans sobre el ventre, es manté molt unida a la columna i la roba àmplia no permet detectar el volum corpori, fent-se així una imatge plana. D'altra banda hi ha una imatge del Crist que denota una major preocupació anatòmica, amb un correcte equilibri de la grandària dels braços en relació amb el cos.